# Epidemia de dengue en Cuba
En 1981 estalló la Epidemia de dengue en Cuba que infectó a 300.000 personas y mató a más de 150. El gobierno cubano acusó a los servicios de inteligencia estadounidenses de introducir la nueva cepa de fiebre, mientras que las autoridades estadounidenses negaron estas acusaciones.

## Antecedentes
La epidemia de 1981 fue precedida por un importante episodio de transmisión de DEN-1 en Cuba que comenzó en 1977 y continuó en unas pocas áreas hasta 1979. Más de medio millón de casos fueron reportados en 1977, con un porcentaje mucho más alto de la población infectada.

## Historia
De mayo a octubre de 1981 se registraron en Cuba más de 300 mil casos y fallecieron 158 personas, entre ellas alrededor de 100 niños menores de 15 años. En septiembre, el número de casos nuevos se redujo de 11.000 personas por día a menos de mil por día. Fue la mayor epidemia de dengue en la rfegión americana hasta ese momento. El daño económico de la epidemia se estimó en más de 100 millones de dólares. Ese año se lanzó una campaña nacional para erradicar el mosquito Aedes aegypti. En 1997 hubo otra epidemia.